# Taijo Teniste
Taijo Teniste (Tartu, Estonia, 31 de enero de 1988) es un futbolista estonio. Juega de defensa y su equipo es el Tartu JK Welco de la Esiliiga.

## Selección
| Selección            | Año           | Partidos | Goles |
| -------------------- | ------------- | -------- | ----- |
| Selección de Estonia | 2009-presente | 99       | 1     |
| Selección sub-21     | 2011          | 5        | 0     |

## Clubes
| Club             | País    | Año       | PJ  | Goles |
| ---------------- | ------- | --------- | --- | ----- |
| Tartu SK 10      | Estonia | 2004      |     |       |
| FC Levadia       | Estonia | 2005-2011 | 74  | 10    |
| Sogndal Fotball  | Noruega | 2011-2018 | 171 | 1     |
| SK Brann         | Noruega | 2018-2020 | 64  | 3     |
| JK Tammeka Tartu | Estonia | 2021-2023 | 70  | 4     |
| Tartu JK Welco   | Estonia | 2024-     |     |       |